# Comuna de Osiek
Osiek (polaco: Gmina Osiek) é uma gminy (comuna) na Polónia, na voivodia de Santa Cruz e no condado de Staszowski. A sede do condado é a cidade de Osiek.
De acordo com os censos de 2004, a comuna tem 7934 habitantes, com uma densidade 61,3 hab/km².

## Área
Estende-se por uma área de 129,33 km², incluindo:
- área agricola: 62%
- área florestal: 26%

## Demografia
Dados de 30 de Junho 2004:
|                      | Total   | Total | Mulheres | Mulheres | Homens  | Homens |
| -------------------- | ------- | ----- | -------- | -------- | ------- | ------ |
|                      | pessoas | %     | pessoas  | %        | pessoas | %      |
| População            | 7934    | 100   | 3894     | 49,1     | 4040    | 50,9   |
| Densidade (pop./km²) | 61,3    | 100   | 30,1     | 30,1     | 31,2    | 31,2   |

De acordo com dados de 2005, o rendimento médio per capita ascendia a 1787,60 zł.

## Subdivisões
- Bukowa, Długołęka, Kąty, Lipnik, Matiaszów, Mucharzew, Niekrasów, Niekurza, Ossala, Pliskowola, Strużki, Suchowola, Sworoń, Szwagrów, Trzcianka-Kolonia, Trzcianka, Tursko Wielkie, Mikołajów.

## Comunas vizinhas
- Baranów Sandomierski, Gawłuszowice, Łoniów, Padew Narodowa, Połaniec, Rytwiany, Staszów